# Cliff Richard: Live!
A Live! Cliff Richard 1972 őszén tartott távol-keleti körútjának tokiói koncertjén készült felvétel. A koncerten a kíséretet a Shadows együttes tagjai adták, a háttérénekes Olivia Newton-John és Pat Carroll volt. A koncert anyaga három különféle változatban, kiadásban és névvel jelent meg.
A körút hongkongi állomásán is készült hangfelvétel, mely Cliff Goes East címmel jelent meg dupla hanglemezen.

## Az album ismertetése
1972 őszén Cliff Richard nagyszabású Távol-Keleti koncertkörútra indult, melynek során Hongkongban, Indonéziában, végül Japánban tartott koncerteket. A körútra az ex Shadows együttes tagjai, John Rostill, Hank Marvin, Brian Bennett és John Farrar is elkísérték, a két háttérénekes Olivia Newton-John és barátnője, Pat Carroll volt. Bruce Welch az Olivia Newton-Johnnal történt szakítás miatti öngyilkossági kísérletét még nem heverte ki, ezért ő nem tudott az utazáson részt venni. A körútnak igen nagy sikere volt. Cliff már előzőleg is tartott koncerteket Japánban, de akkor csak udvarias taps kísérte fellépéseit, ezúttal azonban  folyamatos volt az ováció. 1971-es első fellépése óta Olivia Newton-John is a japán közönség kedvencévé vált, a sikerben az ő jelenléte is sokat segített. Az albumra a szeptember 22-én és 23-án Tokíóban tartott két koncert anyaga került. Az európai, Live! című változat a Music for Pleasure  kiadásában jelent meg, a lényegesen eltérő japán változatot az EMI adta ki Cliff Live with Olivia Newton-John címmel. 1994-ben egy olasz kiadó CD lemezen is megjelentetett egy az eddigiektől eltérő, bővített változatot Oriental Gems címmel. A körút Hong Kongi állomásán is készült hangfelvétel, mely Cliff Goes East címmel jelent meg dupla hanglemezen. Mára a körút összes hangfelvétele ritkaságnak minősül.

## Érdekesség
A körútról Tokióból hazafelé, a repülőgépen ünnepelték Olivia Newton-John 24. születésnapját. A titokban megszervezett eseményre a köszöntőt a gép kapitánya mondta, az utasok tapsoltak. Cliff titokban megvett ajándéka egy Olivia által már napokkal korábban kinézett tradicionális japán esküvői ruha volt, mely később egy esetleges leánykérésre utaló találgatásokra adott okot. A leánykérésre végül nem került sor, Cliff mindvégig agglegény maradt.

## ALive!album dalai
- The Minute You're Gone
- The Day I Met Marie
- Move It
- Living in Harmony
- Walk On By/The Look of Love
- Early In The Morning
- Goodbye Sam, Hello Samantha
- Living Doll (dal)
- Bachelor Boy
- The Young Ones
- Congratulations
- Rock and Roll Medley:

The Girl Can't Help It / Great Balls Of Fire / Lucille / Jailhouse Rock / Good Old Rock n Roll / Do You Want To Dance
- Sing A Song Of Freedom

## A japánCliff Live with Olivia Newton-Johnváltozat dalai
- Can't Let You Go
- Have A Little Talk with Myself
- Sunny Honey Girl
- The Minute You're Gone
- The Day I Met Marie
- Silvery Rain
- My Way
- Living In Harmony
- Walk On By/The Look of Love
- Early In The Morning
- The Young Ones
- Congratulations
- Rock'n'Roll Medley: The Girl Can't Help It, Great Balls of Fire, Lucille, Jailhouse Rock, Good Old Rock'n'Roll

## AzOriental GemsCD változat dalai
- Back Scratcher
- Can't Let You Go
- Have A Little Talk With Myself
- Sunny Honey Girl
- The Minute You're Gone
- Flying Machine
- The Day I Met Marie
- Silvery Rain
- My Way
- Move It
- Living in Harmony
- Walk On By/The Look of Love
- Early In The Morning
- Goodbye Sam, Hello Samantha
- Living Doll
- Bachelor Boy
- The Young Ones
- Congratulations
- Rock n Roll Medley:
- The Girl Can't Help It
- Great Balls Of Fire
- Lucille
- Jailhouse Rock
- Good Old Rock n Roll
- Do You Want To Dance
- Sing A Song Of Freedom

## ACliff Goes Eastdupla album dalai
1. lemez „A” oldal
- The Rise and Fall of Flingel Bunt
- Mr.Sun
- Apache
- Lonesome Mole
- Tiny Robin
- A Thousand Conversation
- Bye Bye Love

1. lemez „B” oldal
- Back Scratcher
- Can't Let You Go
- Have a Little Talk With Myself
- Sunny Honey Girl
- The Minute You're Gone
- Flying Machine
- The Day I Met Marie

2. lemez „A” oldal
- Silvery Rain
- My Way
- Move It
- Living In Harmony
- Walk On By / The Look of Love
- Early In The Morning
- Goodbye Sam Hello Samantha

2. lemez „B” oldal
- Living Doll
- Bachelor Boy
- The Young Ones
- Congratulations
- Rock'n'Roll Medley: The Girl Can't Help It, Great Balls of Fire, Lucille, Jailhouse Rock, Good Old Rock'n'Roll
- Do You Want To Dance
- Sing A Song Of Freedom

## Kiadások
- Európai kiadás: Music For Pleasure/EMI MFP 50307 (Live! címmel)
- Japán kiadás: EMI-Japan EMS-80538 (Cliff Live with Olivia Newton-John címmel)
- Olasz kiadás: Fremus CDFR-0527 (Oriental Gems címmel)
- Hong Kongi felvétel: EMI-Columbia S-LEAC-1041/2 (Cliff Goes East címmel)